# Endang S. Taurina
Endang Sukesih Taurina (ur. 20 maja 1963 w Garut) – indonezyjska piosenkarka i aktorka.
Debiutowała albumem pt. Kau Sakiti Hatiku Lagi. Popularność artystki zaczęła wzrastać w 1983 r. za sprawą utworu „Apa Yang Kucari”, a jej kolejne albumy również odnosiły sukcesy. Oprócz tego występowała w licznych serialach telewizyjnych, jak np. Candy Candy Plonk, Cinta Rasa Tora Bika i Opera Asmara.
W jej repertuarze znajdują się również utwory w języku minangkabau z okolic miasta Padang.
Okres jej największej sławy przypadł na lata 80. XX wieku. Popularność zyskała także w sąsiedniej Malezji i innych krajach Azji Południowo-Wschodniej.
Jest siostrą Ratih Purwasih, również piosenkarki.

## Dyskografia
Albumy studyjne
- 1981: Kau Sakiti Hatiku Lagi
- 1982: Misteri Hidupku
- 1983: Apa Yang Kucari
- 1984: Dia Yang Kucari
- 1984: Hujan ‘Lah Turun Pulo
- 1985: Rinduku Tiada Yang Tahu
- 1985: Bunga & Kumbang
- 1987: Petualang Cinta
- 1988: Gara-gara Jatuh Cinta
- 1990: Sejuta Harapan Ku Pada Mu
- 1997: Cinta Bukan Mainan